# Jemima Goldsmith
Jemima Marcelle Khan (nascida em 30 de janeiro de 1974 como Goldsmith) é uma produtora cinematográfica britânica. Atuava como jornalista e redatora do The New Statesman, uma revista política e cultural britânica.
É filha de Sir James Goldsmith e Annabel, filha do 8° Marquês de Londonderry.
Casou-se com o jogador paquistanês de críquete e atualmente primeiro-ministro do Paquistão Imran Kahn em 1995, com quem teve dois filhos. O casal se divorciou em 2004, apesar de ainda se considerarem bons amigos.